# Stephen D. Cairns
Pour les articles homonymes, voir Cairn (homonymie).
Stephen D. Cairns, né en 1949, est un zoologiste américain de la Smithsonian Institution (département des invertébrés) à Washington, où il est également le conservateur des coraux.

## Formation
- Université d'État de Louisiane, 1971
- Université de Miami, 1973
- Université de Miami, 1976

## Publications
- 1982 : Antarctic and subantarctic Scleractinia (Biology of the Antarctic seas)
- 1990 : Antarctic Scleractinia (Theses zoologicae)

## Source de la traduction
- (sv) Cet article est partiellement ou en totalité issu de l’article de Wikipédia en suédois intitulé « Stephen D. Cairns » (voir la liste des auteurs).